# Списак епизода серије Мама и тата се играју рата

Мама и тата се играју рата је српска телевизијска серија из 2020 године. Прва сезона премијерно је емитована од 17. октобра до 15. новембра 2020. године на каналу РТС 1. Друга сезона била је емитована током 2022 године.
Серија Мама и тата се играју рата за сада броји 2 сезоне и 20 епизода.

## Преглед
| Сезона | Сезона | Епизоде | Епизоде | Оригинално емитовање | Оригинално емитовање | Оригинално емитовање |
| Сезона | Сезона | Епизоде | Епизоде | Премијера            | Финале               | Мрежа                |
| ------ | ------ | ------- | ------- | -------------------- | -------------------- | -------------------- |
|        | 1.     | 10      | 10      | 17. октобар 2020.    | 15. новембар 2020.   | РТС 1                |
|        | 2.     | 10      | 10      | 17. децембар 2022.   | 15. јануар 2023.     | РТС 1                |
|        | 3.     | 10      | 10      | 15. март 2025.       | 13. април 2025.      | РТС 1                |